# 何顯 (成化進士)
何顯（1462年—？），字继善，福建福州府闽县人，明朝政治人物。

## 生平
成化十九年（1483年），福建癸卯乡试中舉。成化二十三年（1487年）丁未科三甲進士，历户部郎中，弘治十五年（1502年）擢湖州府知府，正德四年（1509年）七月升任浙江左参政，因忤逆刘瑾被贬到遼東自在州为民；刘瑾被诛杀后，五年十月被释放回乡，六年二月起用为扬州府知府，十二月升贵州左参政，九年正月考察以不謹冠帶閑住。

## 家族
曾祖何德濟；祖父何叔原；父何湜，國子監學錄。母林氏。慈侍下。兄继高。弟继先、继周。